# Moinelette à oreillons blancs
Eremopterix leucotis
Espèce
Statut de conservation UICN

 LC  : Préoccupation mineure
La Moinelette à oreillons blancs (Eremopterix leucotis) est une espèce de passereaux de la famille des Alaudidae.

## Répartition et habitat
Son aire s'étend à travers l'Afrique subsaharienne.
Elle fréquente les endroits secs ouverts tels les prairies ou la savane aride.

## Sous-espèces
Selon le la classification de référence du Congrès ornithologique international (14.2, 2024) :
- E. l. melanocephalus (Lichtenstein, 1823) — de la Sénégambie au Soudan
- E. l. leucotis (Stalney, 1814) — est du Soudan, Soudan du Sud, Éthiopie, Érythrée et nord de la Somalie
- E. l. madaraszi (Reichenow, 1802) — du sud de la Somalie et Kenya au nord du Malawi et du Mozambique
- E. l. hoeschi White, CMN, 1959 — du sud de l'Angola au nord de la Namibie et ouest du Zimbabwe
- E. l. smithi (Bonaparte, 1802) — du sud de la Zambie et du Malawi à l'est de l'Afrique du Sud

## Galerie

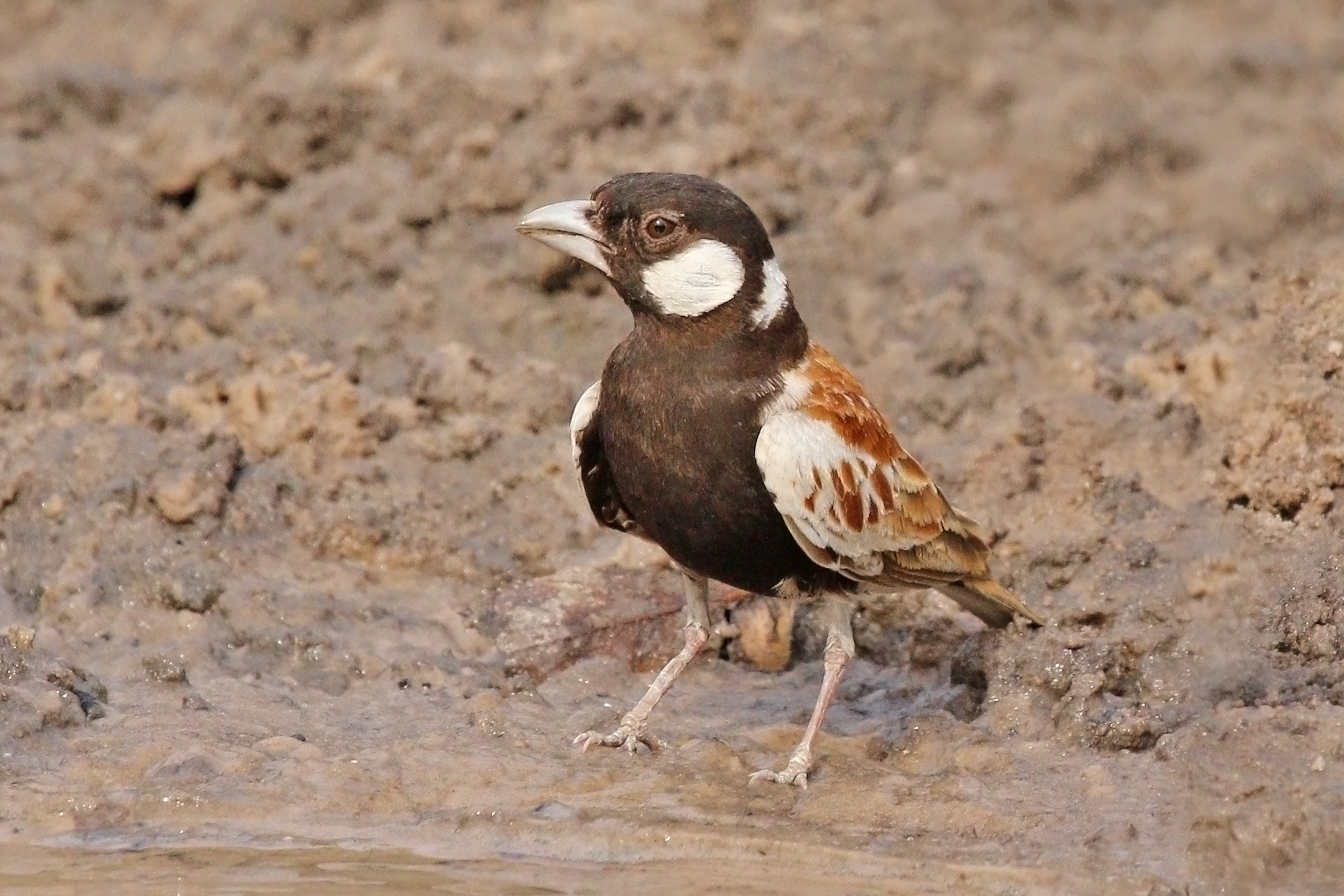
♂
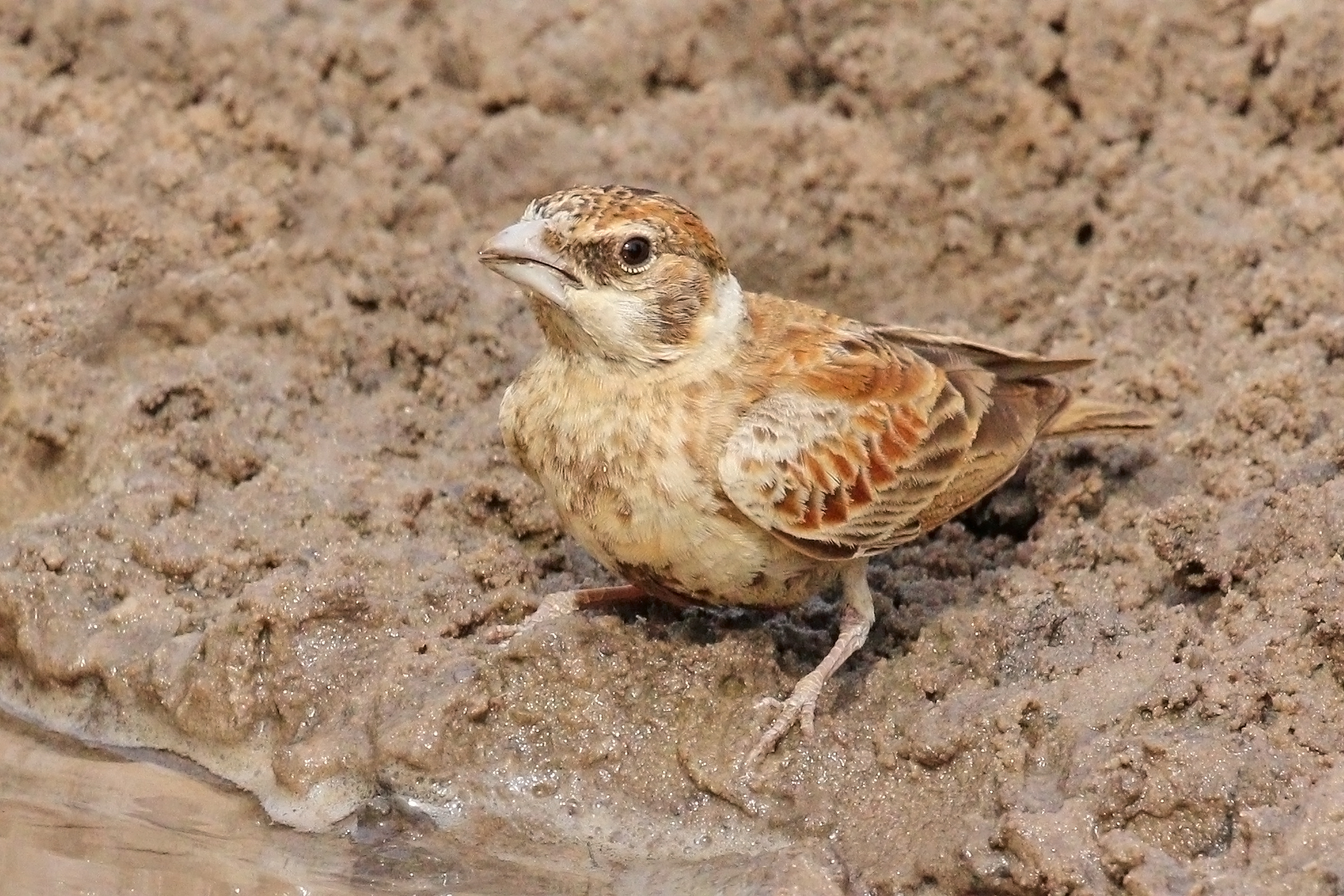
♀